# Aeoloplides chenopodii
Aeoloplides chenopodii, el saltamontes saltbush de las mesetas de Colorado, es una especie de saltamontes de garganta puntiaguda del género Aeoloplides, familia Acrididae.

 Fue descrita por Bruner, L. en 1894. Se encuentra en América del Norte.

## Subespecie
Se reconocen las dos siguientes:
- Aeoloplides chenopodii arcuatus (Rehn, 1902)
- Aeoloplides chenopodii chenopodii (Bruner, 1894)